# 坂部友宏
坂部 友宏（さかべ ともひろ、1982年1月1日 - ）は、新潟放送の男性アナウンサー。既婚。

## 経歴
- 愛知県豊橋市出身。
- 愛知県立時習館高等学校を経て、2005年横浜国立大学卒業後、福島テレビに入社。
- 2009年福島テレビを退社。
- 2014年7月新潟放送に入社。

## 現在の担当番組
ラジオ
- はや・すた（メインパーソナリティ）
- 新潟日報ニュース（不定期）
- BSNラジオ競馬中継

テレビ
- BSN NEWS（不定期）
- ワンダフル競馬
- BSN NEWS ゆうなび

## 新潟放送時代
- ジャックポットのレディオジャック(番組内コーナー担当「坂部アナの入浴タイムズ」)

## 福島テレビ時代
- うつくしま情報局
- FTVニュース(日曜など)
- FTVスーパーニュース(土曜キャスター)
- FNNスピーク ローカルニュース(火曜など、土曜は、原田幸子アナと隔週で担当)